# Ghanim Oraibi
Ghanim Oraibi Jassim Al Roubai (arabe : غانم عريبي) (né le 16 août 1961 à Bagdad en Irak) est un footballeur international irakien, qui évoluait au poste de défenseur.

## Biographie

### Carrière en sélection
Avec l'équipe d'Irak, il joue 60 matchs entre 1985 et 1989. 
Il figure dans le groupe des sélectionnés lors de la coupe du monde de 1986. Lors du mondial, il joue trois matchs : contre le Paraguay, la Belgique et enfin le Mexique.
Il participe également aux JO de 1988.